# Ab te Pas
Albertus Wilhelmus (Ab) te Pas (Amsterdam, 6 augustus 1910 - Amsterdam, 11 maart 1981) was een Nederlands politicus.
Te Pas was fractieleider van de Nederlandse Middenstands Partij, een partij die in 1971 twee zetels in de Tweede Kamer kreeg. Voordat hij Kamerlid werd was hij directeur van een groothandel in schilderijen in Amsterdam. Hij kreeg al direct te maken met een conflict in zijn partij, omdat strijd ontstond over de vraag wie de tweede NMP-zetel moest bezetten: Jacques de Jong of Martin Dessing. Met De Jong, die zijn fractiegenoot werd, kreeg hij na korte tijd ruzie, wat een splitsing tot gevolg had. Hij speelde in de Kamer nauwelijks een rol van betekenis en sprak weinig. Te Pas keerde in december 1972 niet terug in het parlement.
- Biografisch Portaal: 40355957
- Parlement.com: vg09llijrish